# کوکایتا
کوکایتا (انگلیسی: Cucaita) نام یک منطقه مسکونی در کلمبیا است.